# Chimarrogale himalayica
Chimarrogale himalayica är en däggdjursart som först beskrevs av Gray 1842.  Chimarrogale himalayica ingår i släktet Chimarrogale och familjen näbbmöss. Internationella naturvårdsunionen kategoriserar arten globalt som livskraftig. Inga underarter finns listade i Catalogue of Life.
Trots artepitet himalayica i det vetenskapliga namnet förekommer arten bara i en liten del av Himalaya. Denna näbbmus är mera vanlig i sydöstra Kina och i norra delar av Vietnam, Laos, Thailand och Myanmar. Dessutom finns populationer i norra Indien, i Nepal och på Taiwan. Arten vistas främst i regioner som ligger 800 till 1500 meter över havet. Habitatet utgörs av städsegröna skogar. Individerna gräver bon vid strandlinjen av bäckar och åar och lever delvis i vattnet.
Denna näbbmus blir 115 till 132 mm lång (huvud och bål), har en 79 till 112 mm lång svans och väger 23 till 56 g. Individer som lever på Taiwan är mindre. Det finns ingen tydlig gräns mellan den svartbruna ovansidan och den något ljusare undersidan. Med undantag av buken och stjärten finns glest fördelade styva hår inblandade som har en vit färg. Vid fötternas kanter finns styva hår som har samma funktion som simhud.
Arten föredrar klara vattendrag och äter vattenlevande insekter samt fiskar. Liksom flera andra näbbmöss har arten en hög ämnesomsättning och den kan inte uthärda längre tider utan föda. Chimarrogale himalayica parar sig oftast i maj och efter dräktigheten föds 5 till 7 ungar per kull.